# Kalendarium Wojska Polskiego 1832–1849
Kalendarium Wojska Polskiego 1832-1849 – wydarzenia w Wojsku Polskim w latach 1832–1849.

## 1832
17 marca
- w Paryżu grupa emigrantów z Tadeuszem Krępowieckim na czele uchwaliła Akt Założenia Towarzystwa Demokratycznego Polskiego[1]

marzec 1832 – styczeń 1833
- próby sformowania legionu polskiego przy armii belgijskiej[1]

sierpień 1832 – kwiecień 1833
- gen. Józef Bem podejmował próby zorganizowania legionu polskiego w służbie portugalskiej

## 1833
marzec–maj

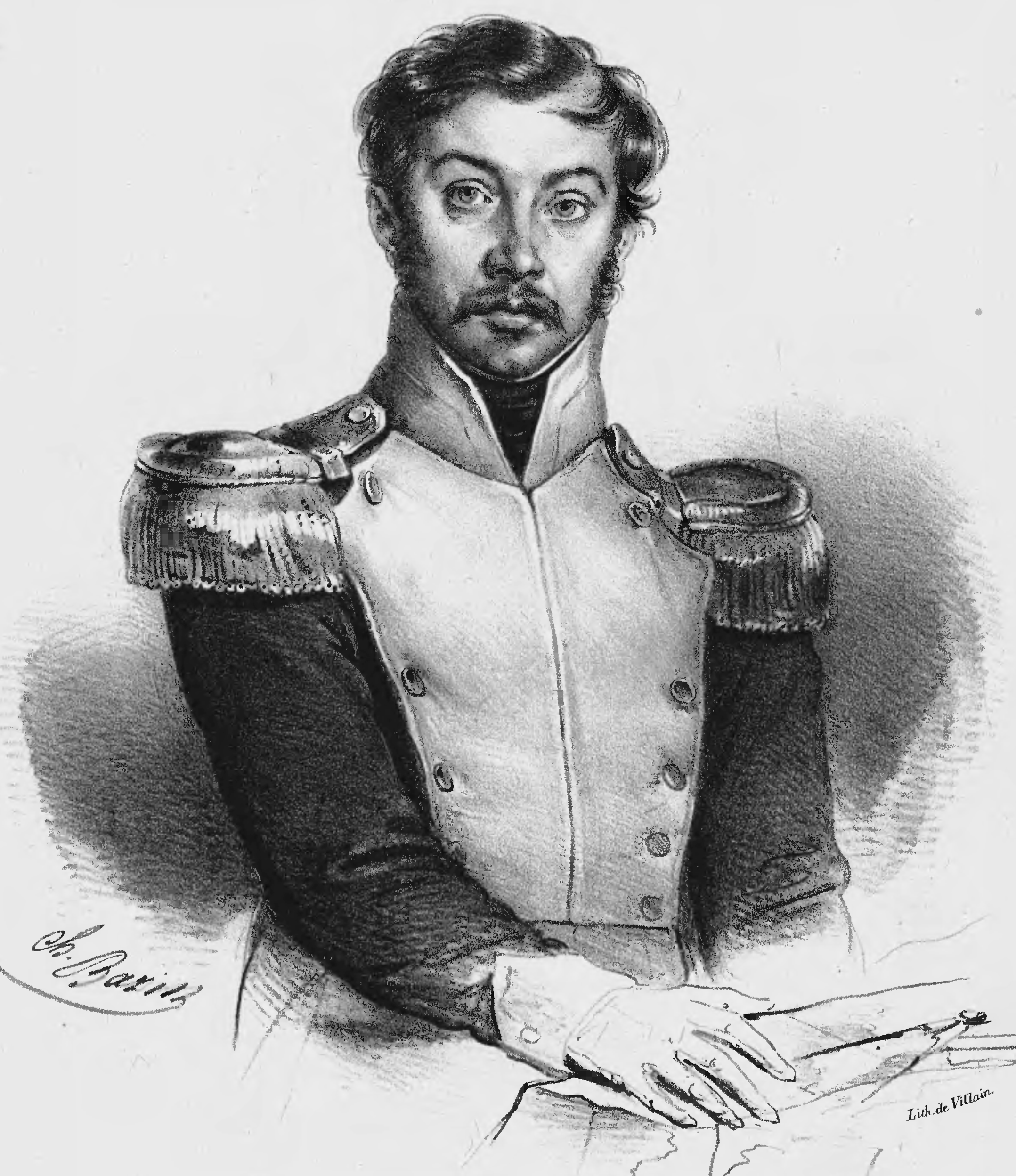
płk Józef Zaliwski

- wyprawa Józefa Zaliwskiego do Królestwa Polskiego[1]; patrz: Partyzantka Zaliwskiego

19 marca
- oddziały Józefa Zaliwskiego i Kaspra Dziewickiego wkroczyły z Galicji do Królestwa Polskiego.  Oddział Dziewickiego uległ rozbiciu pod Połańcem[1]

kwiecień
- Nieudana wyprawa  Hufca Świętego do Frankfurtu nad Menem i zatrzymanie go w Szwajcarii[2].

19 kwietnia
- Józef Zaliwski rozpuścił swój oddział i wrócił do Galicji[1]

3 maja
- ostatni wypad powstańczy na Szadek[1]

## 1834
31 stycznia
- Wyprawa sabaudzka dla wsparcia rewolucji włoskiej[2].

## 1837–1838
- spisek Szymona Konarskiego (stracony 27 lutego 1839 w Wilnie)[1][3]

## 1840–1844
- spisek ks. Piotra Ściegiennego[1][4]

## 1846
12 lutego

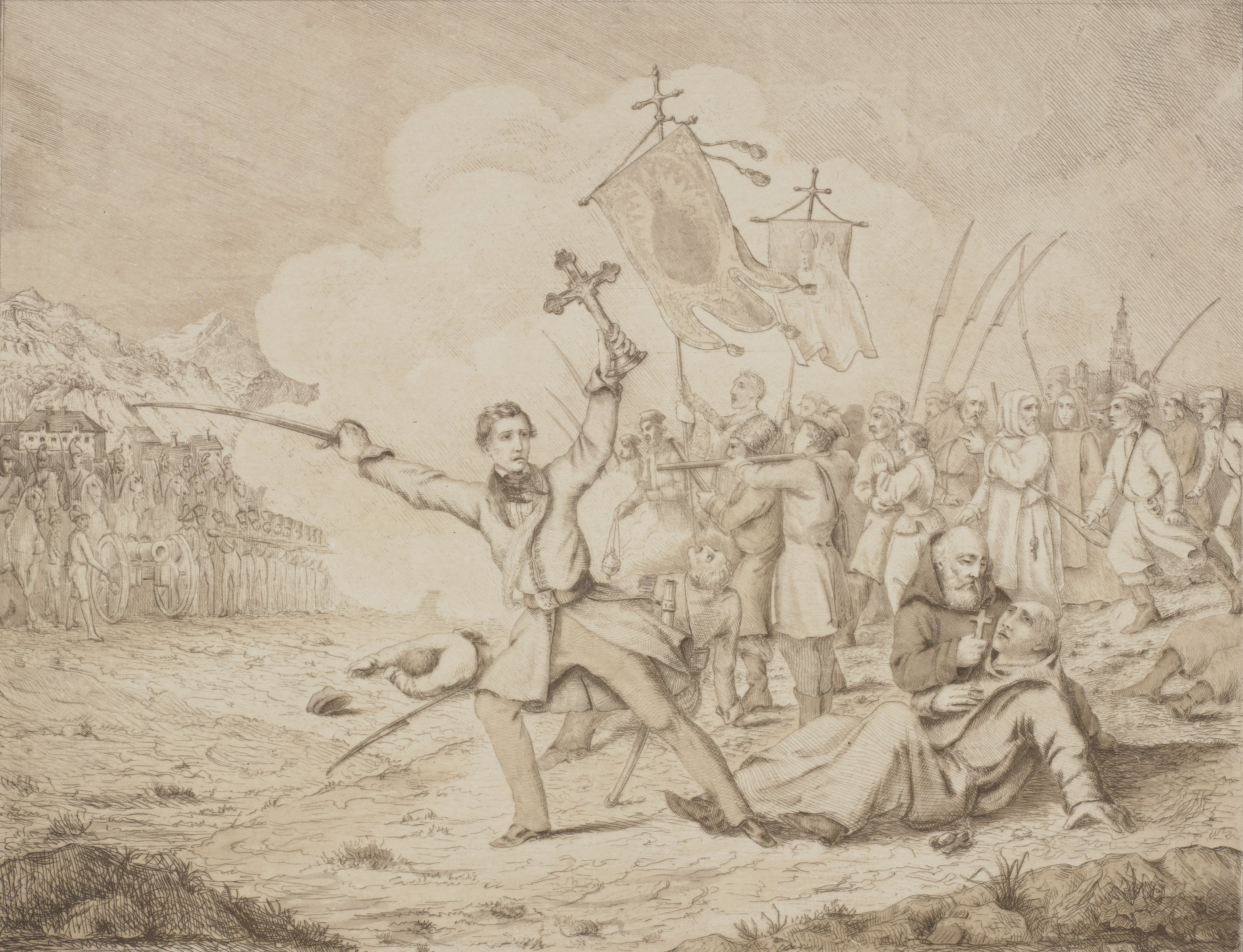
Edward Dembowski na czele procesji

- aresztowanie Ludwika Mierosławskiego w Swiniarach[5][6]. Odwołanie powstania wyznaczonego na 22 lutego 1946[2]

18 lutego
- początek powstania w Rzeczypospolitej Krakowskiej[5][7]Patrz:Siła Zbrojna Narodowa

19 lutego
- początek „rabacji chłopskiej”[5][7]

20 lutego
- powstanie górników Jaworzna przeciw Austriakom[5][7]

21 lutego
- powstanie górali chochołowskich[5][7]

22 lutego
- w Krakowie powstał Rząd Narodowy z J. Tyssowskim na czele[5]

23 lutego
- stłumienie powstania górali chochołowskich[8]

26 lutego
- klęska oddziału płk. Suchorzewskiego pod Gdowem[5]

27 lutego
- Wypad P. Potockiego na Siedlce[8].

2–3 marca
- upadek powstania krakowskiego[5][9]

3–4 marca
- Przejście granicy pruskiej przez oddziały powstańcze z Galicji[8][9].

## 1847
10 września
- Stracenie T. Wiśniowskiego i J. Kapuścińskiego we Lwowie[8].

## 1848
20 marca

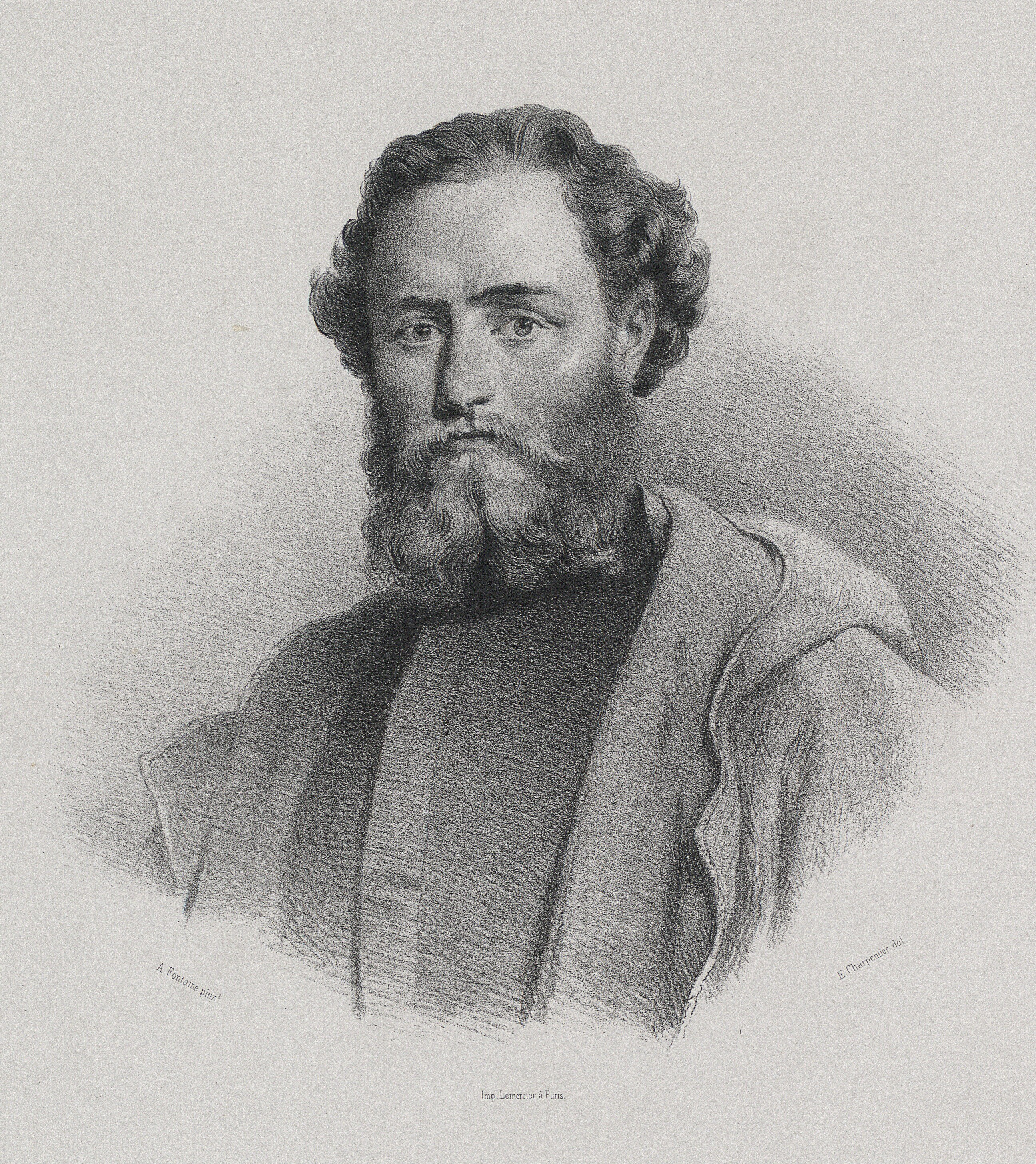
Ludwik Mierosławski

- powstanie Komitetu Narodowego w Poznaniu[5][10]

28 marca
- Ludwik Mierosławski przybywa do Poznania. Organizacja armii polskiej[8][11].

29 marca
- Adam Mickiewicz powołał do życia Legion Polski do walki o zjednoczenie Włoch[5][12]

11 kwietnia
- ugoda jarosławiecka dotycząca uzyskanie autonomii przez część Wielkiego Księstwa Poznańskiego w zmian za rozwiązanie większości oddziałów powstańczych[5][11]

22 kwietnia
- Starcie z Prusakami pod Odolanowem[8].

26 kwietnia
- bombardowanie Krakowa przez Austriaków[5][10]
- Starcie pod Raszkowem w Wielkopolsce[8].

29 kwietnia
- bitwa pod Książem[5][11]

30 kwietnia
- bitwa pod Miłosławiem[5][11]

2 maja
- Bitwa pod Sokołowem[11]

9 maja
- bitwa pod Wrześnią[5][11]

8 maja
- rozbicie zgrupowania partyzanckiego pod Rogalinem[5]

9 maja
- płk Brzeżański podpisał kapitulację pod Bardo[5]

czerwiec
- Legion Mickiewicza wyruszył na front włosko-austriacki[5]

6 sierpnia
- Legion Mickiewicza pod dowództwem płk. Mikołaja Kamieńskiego stoczył swój pierwszy bój pod Lonato[5][12]

14 października
- Józef Bem objął naczelne dowództwo obrony Wiednia[5]

2 listopada
- bombardowanie Lwowa przez Austriaków[5][10]

15 listopada
- gen. Bem został naczelnym wodzem armii węgierskiej w Siedmiogrodzie[5]

20 listopada
- Józef Wysocki objął dowództwo Legionu Polskiego na Węgrzech[5]

grudzień
- Wyzwolenie płn. Siedmiogrodu przez Bema[8]
- Legion Józefa Wysockiego uczestniczy w oblężeniu Aradu (do marca 1849)[8].

27 grudnia
- Ludwik Mierosławski objął dowództwo sił rewolucyjnych na Sycylii[5]

## 1849
21 stycznia

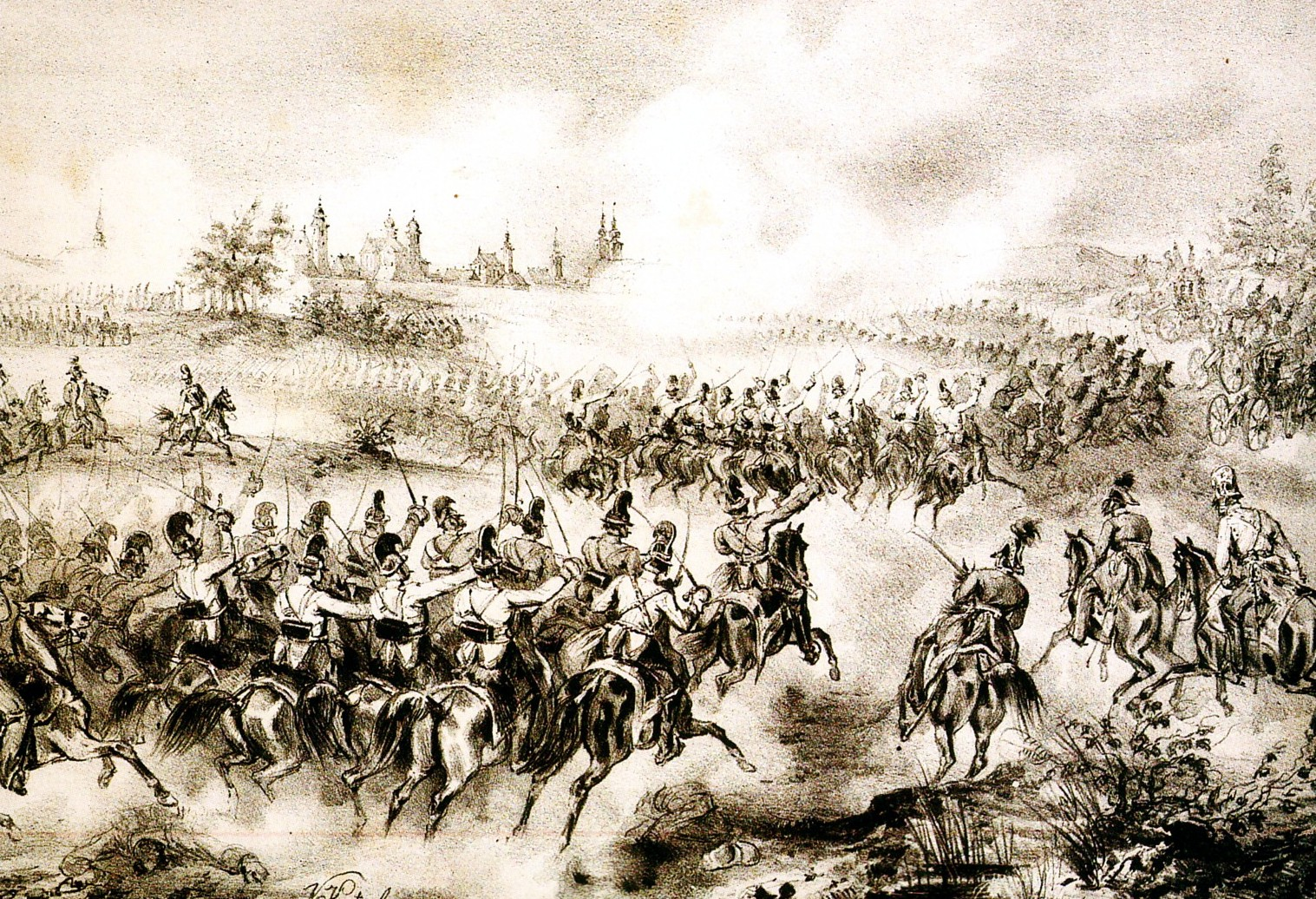
Bitwa pod Temeszwarem

- Porażka wojsk Bema pod Nagyszeben[8].

9 lutego
- Zwycięstwo gen. Bema nad Austriakami pod Piski[8].

26–27 lutego
- Gen. Henryk Dembiński dowodził w bitwie pod Kapolną[13].

marzec kwiecień
- Legion Wysockiego uczestniczy w bitwach pod Szolnok, Isaszeg, Tapio-Bicske i Hatvan[13].

11 marca
- wojska węgierskie pod dowództwem Józefa Bema zdobyły Nagyszeben[5]

12 marca
- Wybuch wojny włosko-austriackiej. Gen. Wojciech Chrzanowski wodzem armii włoskiej[13]

19 marca
- armia węgierska opanowała Brasso[5]

20 marca
- wybuch wojny włosko-austriackiej. Gen. Chrzanowski objął faktyczne dowództwo armii sardyńskiej[5]

4–7 kwietnia
- oblężenie Katanii na Sycylii. Mierosławski został dowódcą obrony miasta[5]

maj–czerwiec
- Legion Polski walczył w obronie Republiki Rzymskiej[5]

9 czerwca
- Mierosławski został naczelnym wodzem armii badeńskiej[13]

20 czerwca
- klęska wojsk Mierosławskiego pod Waghäusel (Badenia)[5]

28–29 czerwca
- Bitwa pod Rothenfels-Steinmauern[13]

1 lipca
- Mierosławski składa dowództwo armii badeńskiej[13]

23–25 lipca
- Wypad wojsk Bema do Mołdawii[13]

31 lipca
- porażka dowodzonej przez Józefa Bema armii węgierskiej w Siedmiogrodzie (pod Keresztur)[5]

1 sierpnia
- Legion Wysockiego broni przeprawy przez Cisą[13]

5–6 sierpnia
- Zwycięstwo i porażka wojsk Bema pod Nagyszeben[13]

8 sierpnia
- gen. Bem objął naczelne dowództwo armii węgierskiej po gen. H. Dembińskim[5]

9 sierpnia
- bitwa pod Temeszvarem